# Letters (Lucas & Steve)
Letters is een nummer van het Nederlandse dj-duo Lucas & Steve uit 2020.
Het nummer werd ingezongen door Haris Alagic, die eerder ook de zang verzorgde op Perfect, maar hij staat niet vermeld op de credits. "Letters" gaat over mooie herinneringen maken en het verlangen om leuke dingen te doen. Iets wat in de tijd van de coronapandemie niet altijd kan, realiseren ook Lucas & Steve: "We hadden niets liever gewild dan dit nummer te draaien op festivals en samen met onze fans nieuwe herinneringen te maken. Dat kan nu even niet, maar met dit nummer hopen we dat de mensen thuis in de zomerstemming komen en kunnen genieten van de mooie ‘thuis’ momenten", aldus het duo. Het nummer werd een hit in Nederland; met een 13e positie in de Nederlandse Top 40. In Vlaanderen bereikte het nummer de Tipparade.